# 溴酚藍
溴酚蓝（3',3",5',5"-四溴酚磺酰酞）是一个酸碱指示剂。

## 性质
它是无色到淡红色的结晶或淡黄到淡棕色的粉末。溶于稀碱液、醇及氨溶液中时呈蓝色，微溶于水及醚溶液呈黄色，其钠盐溶于水呈蓝色。

## 制备
酚红与溴在冰乙酸中搅拌反应数分钟，然后倒入60℃热水中，冷却过夜，过滤，经洗涤后便得溴酚蓝。

## 用途
用作非水溶液滴定指示剂和病毒化验中；由于溴酚蓝在不同浓度的凝胶中迁移速度基本相同，分子筛效应小而近似于自由电泳，常用做电泳指示剂。